# Hemicordulia intermedia
Hemicordulia intermedia är en trollsländeart som först beskrevs av Selys 1871.  Hemicordulia intermedia ingår i släktet Hemicordulia och familjen skimmertrollsländor. IUCN kategoriserar arten globalt som livskraftig. Inga underarter finns listade i Catalogue of Life.